# Erich Linemayr
Erich Linemayr, né le 24 janvier 1933 à Linz (Haute-Autriche) et mort le 6 juin 2016, est un ancien arbitre autrichien de football. Débutant en 1963, il fut arbitre international de 1966 à 1981.

## Carrière
Il a officié dans des compétitions majeures  : 
- Coupe UEFA 1972-1973 (finale aller)
- Coupe du monde de football de 1974 (2 matchs)
- Coupe de Tunisie de football 1975-1976 (finales)
- Coupe UEFA 1976-1977 (finale retour)
- Coupe du monde de football de 1978 (1 match)
- Coupe des clubs champions européens 1978-1979 (finale)
- Mundialito (2 matchs dont la finale)
- Euro 1980 (2 matchs)